# Robert Baden-Powell
Sir Robert Stephenson Smyth Baden - Powell, gilwellski baron in lord, po skavtsko »B. - P.« [bi-pi], konjeniški generalporočnik, plemič in pisatelj, ustanovitelj skavtskega gibanja * 22. februar 1857, Paddington, Anglija, † 8. januar 1941, Njeri, Kenija.

## Uvod
Robert Baden-Powell se je rodil v Londonu v zelo ugledni angleški družini. Že v mladosti so mu veščine, kot so postavljanje šotora, vozlanje ali kurjenje ognjev, dobro šle od rok. Uglednost družine ter njegova izredna spretnost, vzdržljivost in moč so mu omogočile, da se je z vojaško kariero konjeniškega oficirja v kolonialni Indiji povzpel zelo visoko. Poseben pečat je dala poznejši skavtski organizaciji njegova izkušnja v burski vojni, kjer je organiziral tamkajšnje dečke v poseben mladinski odred, ki je opravljal razna kurirska in izvidniška dela. Sodelovanje s Setonom je dalo skavtstvu piko na i. Leta 1907 je organiziral svoj prvi poskusni tabor na otoku Brownsea, kjer je predvsem preizkusil svojo zamisel. Na taborjenje je povabil dečke različnih starosti in družbenih slojev ter jih učil skavtskih veščin. Razdelil jih je v majhne skupine - vode, vsakega od njih je vodil najstarejši od dečkov. Organizacijo je poimenoval Boy Scout Association, javnost pa z njo seznanil s knjigo Scouting for Boys, s katero je leta 1908 doživel velik in nepričakovan uspeh. Leta 1910 je bila ustanovljena tudi Girl Guides Association, namenjena dekletom. Veliko je potoval je po svetu in pomagal skavtom pri ustanavljanju in organizaciji njihovih novo nastalih enot. Na teh potovanjih je spoznal tudi svojo bodočo ženo Olave Soames. Prvi inštruktorski tečaj za voditelje skavtskih skupin je bil leta 1919 v Gilwell Parku. Tam je bil pred selitvijo v Kanado in kasneje v Malezijo sedež Svetovne skavtske organizacije WOSM (World Organisation of Scout Movement).

## Korenine
Robert Stephenson Smyth Baden-Powell se je rodil kot sedmi sin od desetih otrok, njegov oče pa je imel še štiri otroke iz prejšnjega zakona. Vzgajala ga je mati, saj je njegov oče (profesor teologije in geometrije na Univerzi v Oxfordu) umrl, ko je bil star komaj tri leta. Njegova imena so sestavljena iz priimkov njegovih slovečih prednikov. Ime Stephenson je dobil po svojem botru Robertu Stephensonu, sinu izumitelja parne lokomotive Georga Stephensona, ime Smyth pa po dedu, admiralu Johnu Smythu iz časa vladanja kraljice Elizabete I. Dvodelni priimek Baden-Powell, je dobil na željo matere Henriette Grace, »ki ni hotela še enega Powella med tisoč drugimi«. Tako je sinovemu priimku dodala še zveneč priimek enega svojih prednikov, ki ga rodbina ni uporabljala že dve generaciji. Tedaj nemške korenine in zakonske povezave različnih evropskih plemiških rodbin niso bile nič posebnega, zveneč priimek pa je bil zagotovo neke vrste družbena prednost. Henriette Grace je celo sklenila, da bo dovolila del grba Großherzogovih vdelati v grb rodbine Powell.

## Otroštvo in mladost
Stari oče je v mladem dečku prebudil veselje do pustolovščin in ljubezen do narave. Pogosto sta skupaj obiskala Hyde Park, katerega zemljevid je znal Robert narisati izjemno natančno. Ko je dedek umrl, je šel Baden-Powell na številne pohode skozi vojaške četrti v mestu in se seznanil s trpljenjem in bedo teh mož. Kmalu zatem je prišel do prepričanja, da mora tu nekaj spremeniti. Osemletni Baden-Powell je ugotovil, da bi se morali prebivalci vojaških četrti razlikovati predvsem po obleki. To je hotel spremeniti, kar je bil eden izmed pomembnejših dejavnikov za odločitev, da bo vpeljal skavtsko uniformo. V času šolanja je Robert izkoristil vsako prosto minuto za iskanje živalskih sledi in spoznavanje gozda. Med počitnicami je šel pogsto s prijatelji kampirat. Počitniški izleti z brati so „Stevieju“, kot so ga klicali v družinskem krogu, pomagali do izkušenj, ki so pozneje v njegovem življenju igrale veliko vlogo.
Z vstopom v šolo Charterhouse s 13 leti so se mu odprla nova področja udejstvovanja. Naučil se je priplaziti se v veliki šolski park, ne da bi ga nadzorni učitelj opazil. Naučil se je zakuriti ogenj brez dima in tako se neprijeten vonj ni širil po bivališču. Bil je povprečen učenec z ne preveč zanimanja za tedanji učni program. Bil je dober učenec, vendar skoraj nikjer ni izstopal, razen na dveh področjih: bil je izjemen igralec in moral je biti zraven pri vseh šolskih predstavah. Prav tako je igral v šolski nogometni ekipi – bil je suveren vratar. Presenetljivo je tudi to, da je znal pisati enako dobro z levico in desnico, česar se je naučil sam. Šolanje naj bi nadaljeval na Oxfordski univerzi, vendar ni opravil sprejemnih testov in se je zato prijavil na Kraljevo vojaško akademijo Sandhurst.

## Vojaška kariera
Baden-Powell je opravil leta 1876 sprejemne teste pri konjenici kot drugi in pri pehoti kot četrti najboljši v letniku ter je bil sprejet v  konjeniški regiment, ne da bi zaključil svoje šolanje na vojaški akademiji.
Kot vojaški poveljnik je bil najbolj znan po uspešni obrambi mesta Mafeking (danes Mafikeng) v Južnoafriški republiki, med Drugo bursko vojno, ko je s peščico vojakov in civilnimi prebivalci 217 dni (od oktobra 1899 do maja 1900) uspešno branil oblegano mesto pred veliko močnejšo bursko vojsko pod poveljstvom generala Pieta Cronje. Obleganje se je končalo 17. maja 1900, Baden - Powell pa je postal narodni junak. Boril se je tudi v Indiji, Južni Afriki, na Malti in Balkanu in v regiji Matabele (območje današnjega Zimbabveja.
Z ustanovitvijo južnoafriških stražnih enot britansko-burske policije (SAC), je Baden-Powell veliko doprinesel k redu in miru v regiji. Za kraj izobraževanja je vrhovno poveljstvo britanske vojske izbralo južnoafriško mesto Stellenbosch (danes Weinanbaus). Ko je bil povišan v generalmajorja je Baden-Powell lahko organiziral celotno britansko konjenico po zgledu SAC. Imenovan je bil tudi za generalnega inšpektorja konjenice.
Leta 1910 je zaključil svojo vojaško kariero s činom generalporočnika in se odtlej posvečal zgolj skavtskemu gibanju. 30. oktobra 1912 se je poročil z Olave St.Clair-Soames, ki jo je spoznal med potovanjem po daljnih deželah. Poročila sta se v Poolu v Südenglandu – mesto, kjer se nahaja pristaniško območje otoka Brownsea. Par je imel  tri otroke – Petra, Heather in Betty.

## Skavtsko gibanje
7. maja 1910 se je Baden-Powell tudi redno upokojil. Šele leta 1907 je imel dovolj časa, da je ustanovil čete mladih skavtov. Prvotno se je zavzemal za že ustanovljeno skupino Boys-Brigade, a je kmalu ugotovil, da ne ustrezajo njegovim prvotnim predstavam. Napisal je še eno knjigo (Scouting for Boys) – že enajsto po vrsti. Da bi praktično preizkusil stvari, je med 1. in 8. avgustom leta 1907 organiziral tabor na otoku Brownsea. Sam je seveda tja prišel nekaj dni prej, da je lahko pripravil tabor. Na tem taboru je poleg njega šotorilo še 21 fantov iz vseh socialnih razredov in tako tudi njegov nečak Donald. Razdelil jih je v tako imenovane patrulje in napisal skavtske zakone. 
1908 je izšla knjiga Skavtstvo za fante (Scouting for Boys) kot ena izmed pomembnejših pedagoških del 20. stoletja. V tej knjigi je prvič uporabil načelo Learning by doing (učenje z delom).
Leta 1909 je kralj Edvard VII. postal zaščitnik skavtskega gibanja, v Čilu je bila ustanovljena prva skavtska skupina izven Anglije in imela je tudi prve skavtinje.
Od leta 1918 je bil sedež družine Pax Hill imenovan za koordinatorja za rastoče skavtsko gibanje. Šele kasneje je bil ustanovljeno centralno koordinacijsko mesto, današnji svetovni skavtski biro.
Leta 1920 se je odvijal prvi Jamboree (svetovno srečanje skavtov) v Londonu. Udeležilo se ga je 8.000 skavtov iz 34 držav po svetu. Na Jamboreeju leta 1929 pa je bilo kar 50.000 skavtov iz 72 dežel (41 držav in 31 delov kraljestev).

## Starost in smrt
Baden-Powellov življenjski prispevek kot general, voditelj skavtov in državljan je bil precejšen. Napisal je 34 knjig, najprej nekaj vojaških, nato pa še skavtske. Zadnja knjiga More Sketches of Kenya je izšla leta 1940. Starost je preživljal v Njeriju v Keniji, kjer je v 84. letu starosti 8. januarja 1941 umrl. Pred smrtjo je napisal pismo mladim skavtom in skavtinjam. Pismo je vsebovalo tudi še danes aktualen stavek:
»Edini način kako doseči srečo je, da srečo podarjamo bližnjim. Poskusimo pustiti svet za seboj kanček boljši, kot smo ga dobili.«
Lord Baden-Powell je bil pokopan na pokopališču v Njeriju. Na pogreb so prišli tudi fantje in dekleta v skavtskih uniformah, šest skavtskih voditeljev je nosilo krsto, oficirji imperialne armade pa so salutirali. Pokojnikova želja je bila, da na pogrebu ne bi bilo posebnega govora, temveč le skavtski pisk na trobento. Poleg nagrobnika so postavili križ s oznako »☉«. To je mednarodna skavtska markacija, ki jo poznajo vsi skavti, ne glede na jezik in nacionalnost, s pomenom: »Izpolnil sem nalogo, grem domov.« Njegova žena Olave se je preselila v Anglijo leta 1942, po smrti leta 1977 je dal vnuk Robert njene posmrtne ostanke pokopati poleg moža v Keniji. Leta 2001 je kenijska vlada Baden-Powellov grob razglasila za narodni spomenik.

### Vojaške knjige
- 1884: Reconnaissance and Scouting
- 1885: Cavalry Instruction
- 1889: Pigsticking or Hoghunting
- 1896: The Downfall of Prempeh
- 1897: The Matabele Campaign
- 1899: Aids to Scouting for N.-C.Os and Men
- 1900: Sport in War
- 1901: Notes and Instructions for the South African Constabulary
- 1914: Quick Training for War

### Skavtske knjige
- 1908: Scouting for Boys
- 1909: Yarns for Boy Scouts
- 1912: The Handbook for the Girl Guides or How Girls Can Help to Build Up the Empire (soavtorica Agnes Baden-Powell)
- 1913: Boy Scouts Beyond The Sea: My World Tour
- 1916: The Wolf Cub's Handbook
- 1918: Girl Guiding
- 1919: Aids To Scoutmastership
- 1921: What Scouts Can Do: More Yarns
- 1922: Rovering to Success
- 1929: Scouting and Youth Movements
- 1929: Last Message to Scouts
- 1935: Scouting Round the World

### Ostale knjige
- 1905: Ambidexterity (soavtor John Jackson)
- 1915: Indian Memories
- 1915: My Adventures as a Spy
- 1916: Young Knights of the Empire: Their Code, and Further Scout Yarns
- 1921: An Old Wolf's Favourites
- 1927: Life's Snags and How to Meet Them
- 1933: Lessons From the Varsity of Life
- 1934: Adventures and Accidents
- 1936: Adventuring to Manhood
- 1937: African Adventures
- 1938: Birds and Beasts of Africa
- 1939: Paddle Your Own Canoe
- 1940: More Sketches Of Kenya